# Maija Vilkkumaa
Maija Johanna Vilkkumaa (Helsinki, 9 novembre 1973) è una cantautrice finlandese.

## Discografia
- Pitkä ihana leikki (1999)
- Meikit, ketjut ja vyöt (2001)
- Ei (2003)
- Se ei olekaan niin (2005)
- Totuutta ja tehtävää (Greatest hits collection, 2006)
- Ilta Savoyssa (Live, 2007)
- Superpallo (2008)
- Kunnes joet muuttaa suuntaa (2010)